# Krępa (Poméranie-Occidentale)
Pour les articles homonymes, voir Krępa.
Krępa est une localité polonaise de la gmina mixte de Bobolice, située dans le powiat de Koszalin en voïvodie de Poméranie-Occidentale. Elle se situe à environ 37 km au sud-est de la ville de Koszalin et 145 km à l'est de la capitale régionale Szczecin.

## Géographie

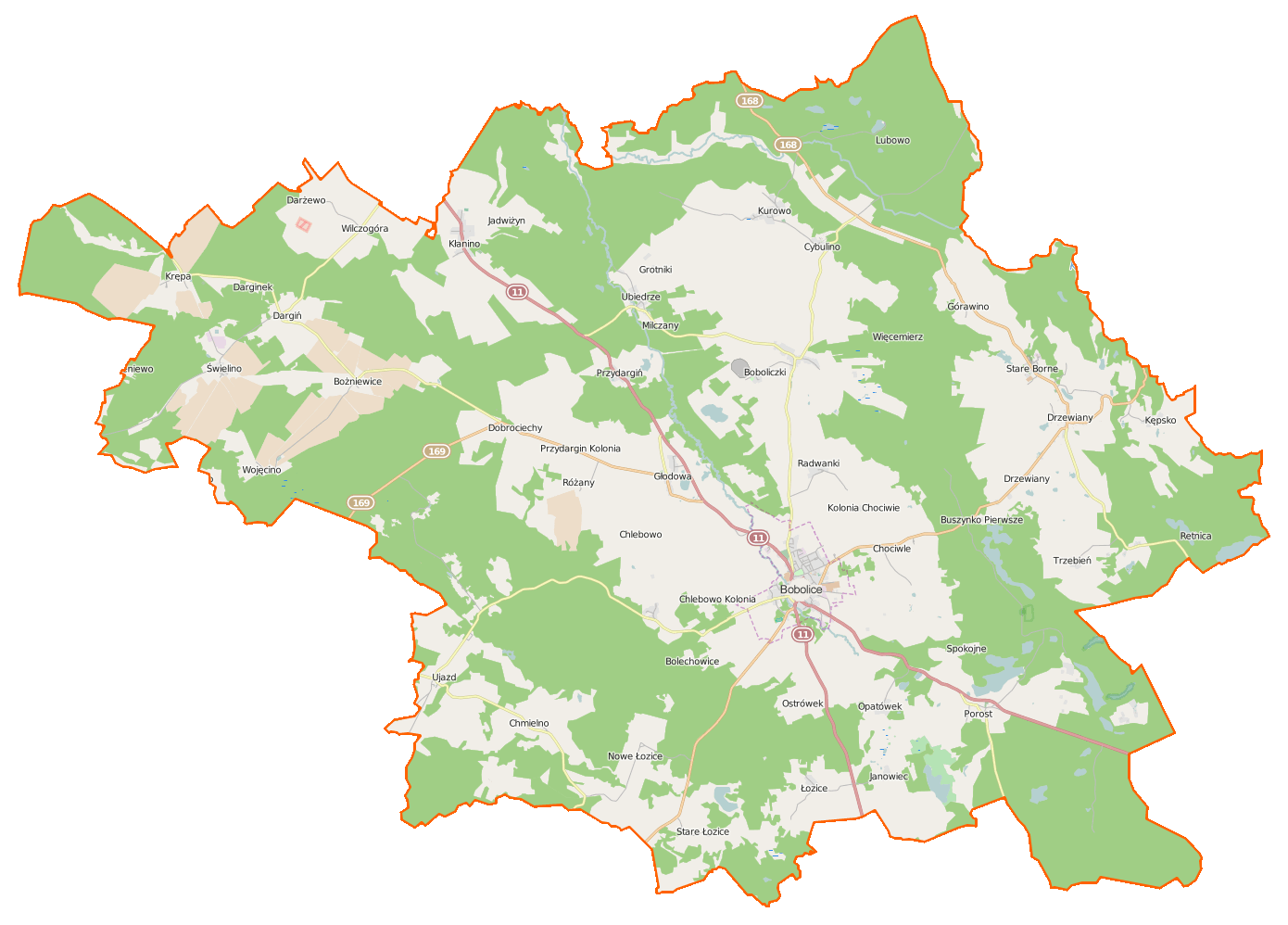
Carte de la gmina de Bobolice.

## Histoire
De 1724 à 1932, Crampe fait partie de l'arrondissement de la principauté (de) puis à partir de 1872 de l'arrondissement de Bublitz (de) dans le district de Köslin au sein de la province de Poméranie.